# Pumentum

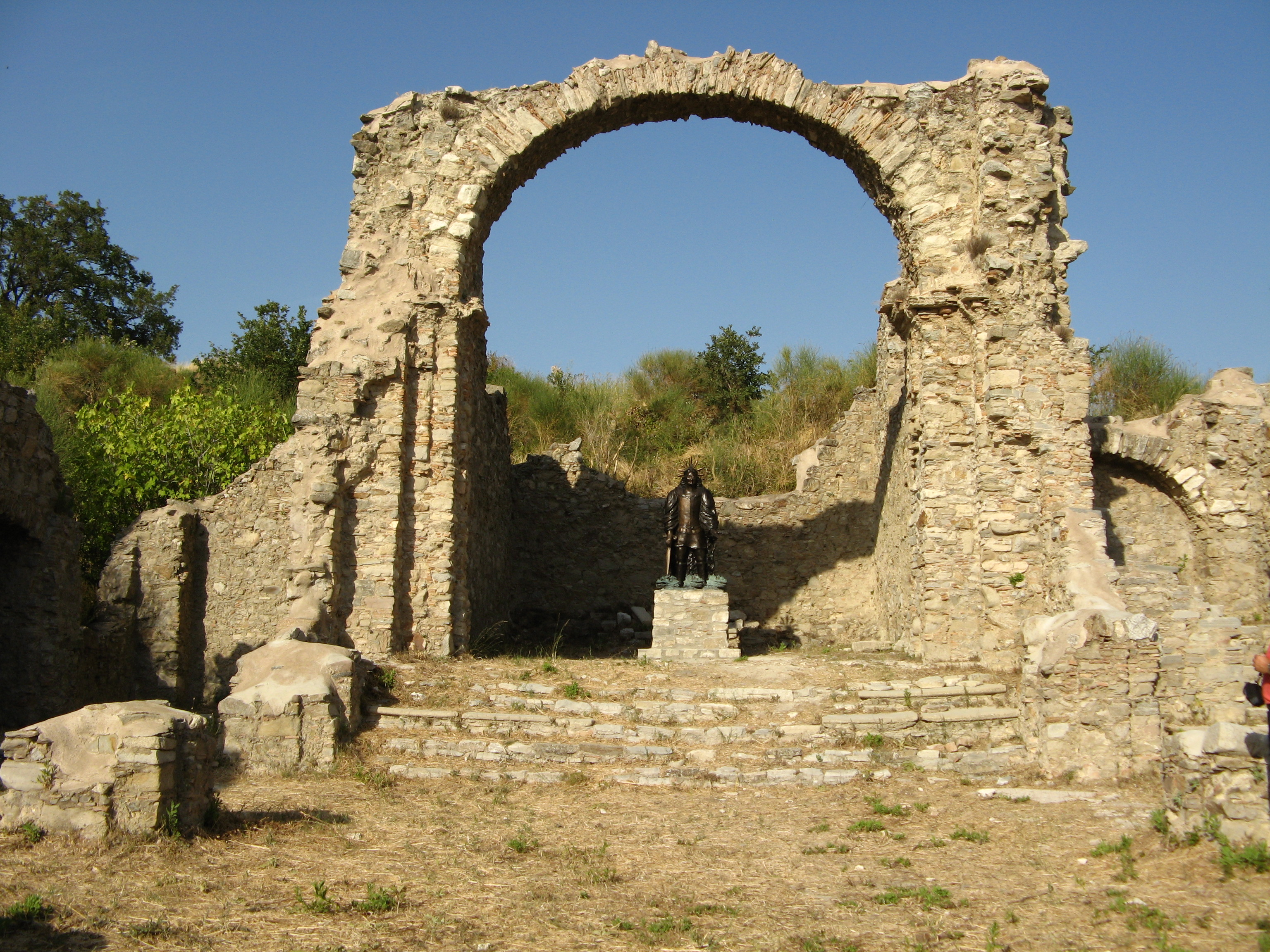
Dawna katedra diecezjalna w Cerenzia

Pumentum (łac. Dioecesis Geruntinus) – stolica historycznej diecezji w Italii erygowanej ok. roku 960, a włączonej w roku 1818 w skład diecezji Cariati.
Współczesne miasto Cerenzia w prowincji Krotona we Włoszech. Obecnie katolickie biskupstwo tytularne ustanowione w 1968 przez papieża Pawła VI.

## Biskupi tytularni
| Lp. | Biskup                         | Funkcja                                 | Od                | Do               |
| --- | ------------------------------ | --------------------------------------- | ----------------- | ---------------- |
| 1   | Andrea Bernardo Schierhoff     | biskup pomocniczy La Paz (Boliwia)      | 11 listopada 1968 | 1 grudnia 1986   |
| 2   | José María Arancibia           | biskup pomocniczy Kordoby (Argentyna)   | 26 lutego 1987    | 13 lutego 1993   |
| 3   | Pere Tena Garriga              | biskup pomocniczy Barcelony (Hiszpania) | 9 czerwca 1993    | 10 lutego 2014   |
| 4   | José Trinidad Fernández Angulo | biskup pomocniczy Caracas (Wenezuela)   | 17 kwietnia 2014  | 15 lipca 2021    |
| 5   | Antonio D’Angelo               | biskup pomocniczy L’Aquila (Włochy)     | 14 sierpnia 2021  | 19 sierpnia 2023 |
| 6   | Eric Soviguidi                 | nuncjusz apostolski                     | 15 sierpnia 2025  |                  |